# Psila maculipennis
Psila maculipennis är en tvåvingeart som beskrevs av Frey 1955. Psila maculipennis ingår i släktet Psila och familjen rotflugor.
Artens utbredningsområde är Myanmar. Inga underarter finns listade i Catalogue of Life.